# Bani Zeid
Bani Zeid (àrab: بني زيد, Banī Zayd) és un municipi palestí en la governació de Ramal·lah i al-Bireh al centre de Cisjordània, situat 27 kilòmetres al nord-oest de Ramal·lah, a 45 kilòmetres al nord-oest de Jerusalem i 6 kilòmetres al sud-oest de Salfit. Segons l'Oficina Central d'Estadístiques de Palestina (PCBS), tenia 7.058 habitants en 2016. El municipi fou creat el 1966 sota el domini jordà quan se li uniren les viles de Deir Ghassaneh i Beit Rima. Limita amb Kafr ad-Dik i Bruqin al nord, Qarawat Bani Zeid al nord-oest, Kafr Ein a l'est Nabi Salih al sud-est, Deir Nidham i l'assentament israelià de Halamish al sud, Aboud al sud-oest, al-Lubban al-Gharbi i l'assentament de Beit Aryeh a l'oest i l'assentament de Peduel al nord-oest.
El poble deu el seu nom a la tribu àrab a qui va ser concedida a la zona com a feu pel soldà aiúbida Saladí al segle xii per haver servit en l'Exèrcit musulmà durant les primeres Croades. S'hi van assentar membres de la tribu al costat dels  fellahin  («camperols») nadius durant el regnat de sultà mameluc Bàybars en el segle xiii. Durant la dominació otomana, l'àrea de Bani Zeid va servir com xeïcat amb certa capacitat administrativa. Va consistir en diversos pobles amb Deir Ghassaneh com a llogaret de tron. Durant aquest temps, la família Barghouti dominava el xeïcat.
Durant la revolta àrab de 1936-39 contra el Mandat Britànic de Palestina, Deir Ghassaneh va ser escenari de trobades rebels i incursions militars britàniques. El 1967 Bani Zeid va ser ocupat per Israel durant la Guerra dels Sis Dies, però va ser traslladat al control administratiu i de seguretat complet de l'Autoritat Nacional Palestina l'any 2000. L'any següent es va convertir en la primera ciutat controlada per palestins aen ser el lloc d'operació a gran escala per part de les forces israelianes durant la Segona Intifada. Quan Fathiya Barghouti Rheime va ser elegit alcalde el 2005, Bani Zeid es va convertir en la primera localitat palestina amb una dona com a cap del municipi, igual que la propera Ramallah. L'alcalde actual és Abdel Karim Abu Aql, elegit el 2012.
Històricament, l'economia de Bani Zeid depèn del cultiu de l'olivera, que es va subministrar sabó a Nablus. Fins a l'actualitat, les oliveres cobreixen la major part de la terra cultivable de la ciutat. Tanmateix, en l'actualitat els ingressos dels residents de Bani Zeid depenen en gran part de l'ocupació en l'administració pública i els negocis privats. Hi ha nombrosos jaciments arqueològics a Bani Zeid, incloent-hi el nucli antic de Deir Ghassaneh, la mansió del Xeic Salih al-Barghouti i el maqam (tomba de la persona santa) del xeïc al-Khawwas.

## Història

### Història antiga
Deir Ghassaneh ha estat identificada com l'antiga Saredah (Zeredah), llar de Jeroboam. Segons algunes fonts fou poblada pels gassànides, una confederació tribal d'àrabs cristians, després fou abandonada pels israelites. L'orientalista anglès Edward Henry Palmer (1840–1882) creu que el nom vol dir "El monestir de Ghassaneh [gassànides]". Tanmateix, segons Moshe Sharon (n. 1937), professor israelià d'història i civilització islàmica, aquesta afirmació ha estat rebutjada per diversos investigadors, ja que els gassànides no tenien antecedents d'assentament a Samaria, l'actual riba nord de Cisjordània. Sharon suggereix que el nom del poble està relacionat amb la paraula "ghassaneh" que significa "molt bonic" o suggereix "joventut i bellesa". S'hi ha trobat terrissa romana d'Orient a Deir Ghassaneh, i al cantó nord de Beit Rima. També s'ha trobat petits fragments de columnes de marbre a Deir Ghassaneh. A Beit Rima s'hi ha trobat restes de ceràmica de l'Edat de Ferro, persa, hel·lenística, romana, bizantina, croada, ] / aiúbida, mameluc i otomana. En el compendi de la llei oral jueva coneguda com a Mishnah (compilada el 189), Beit Rima s'esmenta com un lloc on antigament s'hi produïa un vi de qualitat i que era portat com a oblació al Temple a Jerusalem. A Deir Ghassaneh també s'hi ha trobat restes de ceràmica dels mateixos períodes llevat el persa.
Segons Sharon, no s'hi esmena Deir Ghassaneh ni Beit Rima a les primeres fonts àrabs, encara que se sap que Deir Ghassaneh va estar habitada durant el domini mameluc a causa de les nombroses cases que conserven elements de l'arquitectura mameluc. Exemples específics inclouen l'ús de la tècnica de l'"ablaq", pedres alternes de diferents colors, particularment vermell i blanc, que decoren les façanes i les portes d'algunes cases.

### Establiment de la tribu Bani Zeid a Palestina
La ciutat moderna de Bani Zeid rep el seu nom de la tribu àrab Banu Zayd, que es van establir a Palestina durant el període aiúbida al final del segle xii. Formaven part de les unitats beduines de l'exèrcit de Saladí que havien vingut de l'Hejaz. Després del setge de Jerusalem el 1187 les forces de Saladí van capturar la ciutat i l'exèrcit aiúbida hi va ser estacionat. Els Bani Zeid vanresidir temporalment a Jerusalem i un carrer, situat a prop de l'actual carrer d'Al-Sa'idia, va rebre el nom d'ells, però des de llavors ha estat reanomenat.
Per tal que Saladí convencés les tribus àrabs hejazis d'unir-se al seu exèrcit per romandre a Palestina, va oferir a cada tribu un grup de pobles capturats als croats com "iqtà" (feus) per instal·lar-se i controlar-los. Els Bani Zeid van rebre els pobles de Deir Ghassaneh i Beit Rima, així com les poblacions properes de Kafr Ein i Qarawa. No obstant això, no va ser fins al 1293, després que la dinastia bahrita sota el sultà Bàybars I va conquistar la franja costanera de Palestina i va expulsar l'últim dels croats, que la tribu Bani Zeid es va instal·lar en aquells pobles.
Una inscripció en pedra de l'era mameluc (1260-1516) pertanyent a un edifici no identificat de Deir Ghassaneh que data de 1330 descriu un "palau feliç" de dos pisos amb un jardí. El palau era aparentment un actiu del sultà An-Nàssir Muhàmmad ibn Qalàwun i va ser inspeccionat per Isa Muhammad al-Qaymari, un "emir" de baix rang de la regió de Mosu supervisor els actius personals del sultà. En 1480 homes Bani Zeid amb base a Deir Ghassaneh atacaren Jerusalem com a represàlia per l'execució del governador d'alguns dels seus membres que havien estat acusats de rebel·lar-se contra les autoritats burjites.

### Primera època otomana
Durant l'era otomana a Palestina, l'àrea on es va establir la tribu de Bani Zeid es va convertir en la nàhiya o subdistricte de Bani Zeid, part del sanjak o districte d'al-Quds. La nàhiya contenia unes 20 viles i pobles i tenia jurisdicció sobre una part de Salfit. Tot i que aquestes viles eren registrades i organitzades com altres pobles del Sanjak de Jerusalem, també eren tractades com a grup. Cada poble estava liderat per un "ra'is" (cap local) i tota la nàhiya de Bani Zeid estava encapçalat per un xeïc (cap principal). El xeicat de Bani Zeid serviria com a unitat político-administrativa per propòsits de recaptació d'impostos i mobilització militar.
En 1556 el xeicat era liderat pel xeic Abu Rayyan bin Sheikh Manna, qui fou succeït pel xeic Muhammad Abu Rabban en 1560. L'oli d'oliva va ser el principal producte que va produir la nàhiya de Bani Zeid i el producte era venut als oficials otomans locals i a les fàbriques de sabó de Nablus. Els otomans van imposar taxes sobre l'oli d'oliva, el blat i l'ordi, i el xeic va ser l'encarregat de pagar els ingressos dels impostos recollits a les autoritats otomanes. A més, Bani Zeid va ser obligat a finançar un waqf (donació religiosa) a la mesquita d'Al-Aqsa a Jerusalem i la Mesquita Ibrahimi a Hebron. En 1596 Deir Ghassaneh i Beit Rima apareixen als registres fiscals otomans i ambdues viles pagaven impostos sobre el blat, ordi, oliveres, fruiters, vinyes, cabres i / o ruscs. Deir Ghassaneh tenia 76 llars, totes musulmanes, mentre Beit Rima tenia 54 llars musulmanes i 14 llars cristianes. Durant el segle xvi la majoria dels habitants cristians de Beit Rima havien emigrat a les ciutats de Jerusalem, Ramla i Gaza, tot i que la població cristiana que continuava creixent.

### Seglexix
Al segle xix, Bani Zeid va ser un dels 21 xeicats de l'altiplà central de Palestina. Mentre que les seves fronteres exactes variaven de tant en tant, generalment estavev marcades pel corrent de Wadi al-Dilb al sud, que la separava del xeicat Bani Harith al-Shamali, i el riu Wadi Nattif al nord que la separava de Bilad Jamma'in. El xeicat Bani Zeid contenia els vessants més alts i la major concentració de falles de muntanya de tots els xeicats de les terres altes. Al voltant de dos terços dels seus pobles eren situats a tossalies relativament amples mentre que la resta es van construir al llarg de les pistes. Cap es localitzava a les valls o als contraforts. En 1838 ens erudits bíblics anglesos Edward Robinson i Eli Smith assenyalaren que la nàhiya de Bani Zeid constava de 18 localitats habitades i quatre khirbas (viles abandonades o en ruïnes). Els classificaren Deir Ghassaneh i Beit Rima com a habitades per musulmans.
A començaments del segle xix els principals xeics de Bani Zeid eren Xeic Marif al-Barghouti i Xeic 'Asi al-Rabbah Barghouti. Pertanyien a la rica família noble d'al-Barghouti, un subclan de la tribu Bani Zeid que tradicionalment proporcionava els líders del xeicat. Els seus membres generalment es coneixien com a Baraghithah i el clan consistia en nou branques el poder col·lectiu de les quals s'estenia des del xeicat de Bani Zeid a la plana costanera de Palestina. Durant el període del Khedivat Egipci a Llevant (1832–1840), el xeic 'Abd al-Jabir al-Barghouti, nebot de Xeic Marif, va servir com a cap dels Bani Zeid. El Xeic 'Abd al-Jabir pertanyia a la branca al-Zahir de la família i tenia la base a Deir Ghassaneh. Deir Ghassaneh servia com a qaryat al-kursi (vila tron o capital) del xeicat. Durant la primera part del domini egipci, el governador Ibrahim Paixà va fer executar al xeic 'Abd al-Jabir. Fou succeït pel xeic Ali al-Rabbah, un altre principal xeic Barghouti i fill del xeic Asi. L'últim també fou executat per ordre d'Ibrahim Paixà. Ambdós xeics i els seus lluitadors camperols havien lluitat contra el govern egipci durant la revolta camperola de 1834 que es va estendre per tota Palestina. Durant els últims anys del domini egipci el xeic Musa Ahmad al-Sahwil d'Abwein esdevingué el xeic principal dels Bani Zeid i va continuar exercint una gran influència sobre el xeicat quan els egipcis es van retirar de Palestina el 1841.
En la segona meitat del segle xix Bani Zeid fou governada oficialment pel xeic Salih al-Barghouti, encara que va lluitar per mantenir la màxima autoritat sobre el xeicat, havent de lidiar amb el seu rival xeic Musa i la seva família d'Abwein, Al-Sahwil. Aquest últim controlava set pobles a la part oriental del xeicat, mentre que els Barghouti mantenien el control de dotze pobles a la part occidental. Els dos dominis eren separats per un uadi (curs estacional). No obstant això, el xeic Salih va tenir un alt nivell polític i social, amb el títol oficial de xaykh an-nàhiya (cap del sub-districte) i també va ser referit localment com a sheikh al-mashayikh (cap dels caps). El títol va deixar de ser reconegut per la Sublim Porta el 1864, però localment el títol va continuar demostrant la forma de l'autoritat oficial. Com a xaykh al-wixya, el xeic Salih era encomanat de nomenar i destituir als makhatir (caps de la vila) i mantenir l'ordre segons els costums locals. També va servir com a multazim (recaptador d'impostos) del xeicat de Bani Zeid en nom de les autoritats otomanes, tot i la prohibició de taxar l'agricultura en 1853. Aquest paper en particular va permetre al clan Barghouti adquirir una gran riquesa i propietats ja fos per la força o legalment. Durant els conflictes familiars anteriors, els membres del clan havien començat a instal·lar-se als pobles veïns de Beit Rima, Kobar i Deir Nidham.
Com a membres de la facció política tribal Qais en oposició a la facció Yaman, els Barghouti s'aliniaren amb les tribus beduïnes pro-Qaisi i altres famílies prominents com el clan Khalidi de Jerusalem, els clans 'Amr, 'Azza i 'Amla de l'àrea d'Hebron i el clan Samhan de la nàhiya de Bani Harith al nord. En 1855–1856 les tensions entre el xeic Salih i les principals famílies de Nablus esclataren en enfrontament ferotges. El xeic Salih eventualment va poder obligar les autoritats otomanes a jutjar els governants locals de Nablus. Els xeics restants de les regions de Jerusalem i Hebron van ser cridats a Damasc per concloure una pau duradora, però tots van ser condemnats a l'exili a Trebisonda, al nord d'Anatòlia, a excepció de xeic Salih, que aparentment va impressionar al governador i va poder tornar a Deir Ghassaneh. El clan Barghouti posteriorment donaria suport la tribu Dar Hammad contra els Dar Hamid, ambdós implicats en un feu a la propera Silwad. En un dia de lluita van morir 20 homes, obligant Sureya Paixà, governador de Jerusalem, a intervenir personalment amb un destacament de tropes otomanes que va forçar ambdues faccions a retirar-se.
L'explorador francès Victor Guérin va visitar Deir Ghassaneh i Beit Rima en 1863. Va assenyalar que la primera tenia una població d'aproximadament 900 habitants i estava construïda sobre una muntanya amb vistes a muntanyes plenes d'oliveres "magnífiques". Beit Rima tenia una població menor de 350 i estava situada en una altiplà cobert d'oliveres i figueres. Les cases d'ambdós pobles van ser construïdes a partir de mamposteria de pedra vermella i blanca i la mesquita de Deir Ghassaneh, que Guérin considerava com a notable, es va construir a partir de pedra blanca i negra. La casa del xeic de Deir Ghassaneh, que va mantenir un nivell de sobirania sobre uns 15 pobles i llogarets de la zona, i els membres de la seva família, era particularment gran i forta. Segons Sharon, el xeic al que es referia Guérin era el xeic Salih. Va ser al voltant d'aquest temps, a la fi de la dècada de 1860, que el prominent clan al-Hussayni de Jerusalem va intentar sense èxit formar una aliança amb el clan Barghouti, inicialment per mitjans diplomàtics. Després, van encarregar als seus aliats a Istanbul que iniciessin una campanya de propaganda contra el clan Barghouti, acusant-los de minar el sultà. Aquesta acusació es va evidenciar per la ruptura del subministrament d'aigua de Jerusalem pels lluitadors camperols del Bani Zeid liderats pel xeic Salih, que va tancar l'aqüeducte de les Piscines de Salomó al sud de Betlem En el cens de 1887 el xeicat de Bani Zeid consistia en 24 viles i tenia 7.700 habitants, entre ells 400 àrabs cristians. Segons el cens, Deir Ghassaneh tenia 1.200 habitants vivint en 196 llars, el que volia dir que era significativament més gran que les localitats circumdants. Hi havia nou llars d'elit, cadascuna de les quals el cap de família era reconegut pel cens com a xeic. L'imam local, Muhammad Shams al-Din al-Shaykh Hanafi, era egipcii un dels cinc homes de Deir Ghassaneh nascuts fora de la vila. El Survey of Western Palestine (SWP) del Fons per a l'Exploració de Palestina a finals del segle xix va descriure Deir Ghassaneh com "un poble en una cresta, amb fonts a la vall de baix. Té una grandària moderada, està construïda amb pedra i té oliveres a sota." El SWP descrivia Beit Rima com a "un petit poble a el cim d'una cresta amb pous cap a l'oest".

### Era moderna
Xeic Salih va ser succeït pel seu fill Umar Salih al-Barghouti, que va alinear a Bani Zeid amb el clan Nashashibi de Jerusalem contra el clan Al-Husayni en el concurs de dominació política a Palestina durant el Mandat britànic. En 1936, durant la revolta àrab a Palestina, la British Air Force va copejar un grup de 400 milicians locals aplegats als afores de Deir Ghassaneh, i van matar uns 130 dels lluitadors. Més tard, al setembre de 1938, el lideratge rebel local va celebrar una reunió al poble on es va decidir que Abd al-Rahim al-Hajj Muhammad i Arif Abd al-Raziq serien comandants generals de la revolta de manera rotatòria. Deir Ghassaneh fou atacada per forces britàniques recolzades per avions de combat quan van ser informats de la conferència. El comandant rebel, Muhammad al-Salih, va ser assassinat en el bombardeig posterior. L'autoritat d'Antiguitats del Mandat Britànic va notar en un informe de gener de 1947 que Deir Ghassaneh va ser "construït sobre un lloc medieval", i en un turó de 500 m a l'oest del poble es trobava un santuari de dues cúpules dedicat a un tal xeic Khawas.
En el cens de Palestina de 1922, organitzat per les autoritats del Mandat Britànic "Dair Ghassaneh" tenia 625, mentre "Bait Rema" tenia 555, tots musulmans. En el cens de 1931 Deir Ghassaneh tenia 181 cases ocupades i una població de 753 habitants, mentre Beit Rima tenia 175 cases ocupades i una població de 746 habitants, tots musulmans. En el cens de terra i població de Sami Hadawi en 1945 ambdues viles tenien una població total de 1.810 habitants. Beit Rima tenia una mica més de població, però Deir Ghassaneh tenia més àrea de terra. En un cens jordà de 1961 Deir Ghassaneh va augmentar a 1.461 habitants, però va caure dràsticament en perdre la meitat de resident durant la Guerra dels Sis Dies. En 1982 hi havia 892 habitants a la vila. Beit Rima tenia 2.165 habitants en 1961 i la seva població augmentà a 3.451 en 1987.
Deir Ghassaneh i Beit Rima es van unir i van rebre estatut de municipi en febrer de 1966 durant l'ocupació jordana, parcialment degut als esforços de Kassim al-Rimawi, aleshores ministre d'afers rurals i nadiu de Beit Rima. El seu primer alcalde, Adib Mohammed Rimawi, fou nomenat pel rei Hussein. L'edifici del consistori es troba a Beit Rima. En juny de 1967 Israel va ocupar Cisjordània després de derrotar les tropes jordanes en la Guerra dels Sis Dies. En 1972 les primeres eleccions municipals van donar l'alcaldia a Fa'eq Ali Rimawi. En 1978 Bani Zeid fou una de les nombroses localitats palestines que va afegir el seu segell municipal al Memoràndum de les masses i les institucions de Cisjordània al Comitè Executiu de l'Organització per l'Alliberament de Palestina en una mostra d'unió amb l'Organització per a l'Alliberament de Palestina (OLP). El memoràndum era un rebuig de qualsevol solució, independentment del seu origen, que no contingués un reconeixement clar del dret del poble palestí a l'autodeterminació i a establir un estat nacional palestí independent. En 2000 Bani Zeid fou incorporada a l'Àrea A i cedit a l'Autoritat Nacional Palestina (ANP), l'òrgan de govern palestí establert després dels acords d'Oslo amb Israel el 1993, amb control total sobre seguretat i assumptes civils al municipi.
A les últimes hores de la tarda del 24 d'octubre de 2001, durant la Segona Intifada, l'exèrcit israelià va iniciar una incursió a Beit Rima en el que es va convertir en la primera gran incursió militar israeliana sobre territori controlat pels palestins, d'acord amb Human Rights Watch (HRW). Les FDI van declarar que la intenció de la incursió era capturar els presumptes assassins del ministre de Turisme israelià Rehavam Ze'evi, qui va ser assassinat a trets per membres del Front Popular per a l'Alliberament de Palestina (PFLP) en represàlia per l'assassinat israelià del líder del partit Mustafa Zibri (Abu Ali Mustafa) a l'agost. Unes 50 persones de Beit Rima van ser detingudes i portades a l'assentament israelià de Halamish per ser interrogades. La majoria foren alliberades abans de la fi del dia, però onze homes van romandre sota custòdia israeliana, dos dels quals Israel van implicar directament en l'assassinat de Zeeiev. En el curs de la incursió, les forces israelianes van matar sis palestins, inclosos tres membres de les Forces de Seguretat Nacional Palestines i dos oficials de la Policia Civil i van ferir uns altres set. Les autoritats palestines de Beit Rima van declarar que no havien rebut cap avís previ de les FDI i els seus homes morts estaven recolzats en una olivera prop de l'estació de policia local, mentre que els oficials militars israelians van declarar que tots els morts havien disparat a les forces israelianes o se'ls va acostar amenaçant i que tots eren membres de diversos grups armats. HRW va declarar que a la Mitja Lluna Roja se li va impedir de tractar els ferits fins a les 7:00 AM, un retard que va provocar la mort de dos policies. Les forces israelianes van derrocar també tres llars de la ciutat, al·legant que pertanyien a membres de la família dels assassins de Zeévi.